# Santa Rosa, Uruapan
Santa Rosa är en ort i Mexiko.   Den ligger i kommunen Uruapan och delstaten Michoacán de Ocampo, i den södra delen av landet, 300 km väster om huvudstaden Mexico City. Santa Rosa ligger 1 596 meter över havet och antalet invånare är 3 622.
Terrängen runt Santa Rosa är huvudsakligen kuperad, men den allra närmaste omgivningen är platt. Runt Santa Rosa är det ganska tätbefolkat, med 75 invånare per kvadratkilometer. Närmaste större samhälle är Uruapan, 3,8 km nordväst om Santa Rosa. I omgivningarna runt Santa Rosa växer huvudsakligen savannskog.